# 沙村荡
沙村荡是一个位于中国江苏省盐城市的淡水湖，面积约为2.87平方千米，属于淮河区。它的一级流域为淮河流域，二级流域为淮河干流水系。